# Єжи Баворовський
Єжи Баворовський (пол. Jerzy Baworowski; 29 грудня 1870, Плотича — 6 вересня 1933, Львів) — граф, польський великий землевласник, політик. Член Імперської Ради (1911—1918). А також член Галицького сейму (1901—1913) та Сейму Республіки Польщі (1919—1922). Почесний громадянин міста Теребовля.

## Біографія
Єжи Баворовський народився 29 грудня 1870 року в селі Плотича. Син графа Владислава Баворовського (1841—1917) був нагороджений австрійським Зоряним хрестом.
У 1888 році він склав іспит на зрілість в Тернопольській гімназії. Вивчав право у Відні. Після навчання він почав займатися родинними маєтками. У 1901—1913 роках був послом до Галицького сейму у Львові (Королівство Галичини та Володимирії).
У 1911—1918 роках був членом Імперської Ради у Відні. У листопаді 1918 року став членом Польського ліквідаційного комітету в Кракові.
Під час Польсько-радянської війни в 1920 році був членом Ради оборони держави. Після здобуття Польщею незалежності — посол Законодавчого сейму (1919—1922).
Помер 6 вересня 1933 року в селі Боложинів.

## Нагороди
- Орден Відродження Польщі (1928)[5]